# Шоссе 34 (Израиль)
Шоссе 34 (ивр. כביש 34‎ , англ. Highway 34) — израильское шоссе, проходящее по южной части Израиля в районе Негев.

## Перекрёсткииразвязки
| Километр | Название                                                  | Тип | Расположение  | Пересечение дорог        |
| -------- | --------------------------------------------------------- | --- | ------------- | ------------------------ |
|          | ивр. צומת נתיבות‎ (перекрёсток Нетивот)                    |     | Нетивот       | Шоссе 25                 |
|          | ивр. צומת יושביה‎ (перекрёсток Иешувия)                    |     | Иешувия       | Въезд в Иешувия          |
|          | ивр. צומת יכיני‎ (перекрёсток Яхини)                       |     | Яхини         | Въезд в Яхини            |
|          | ивр. צומת גבים‎ (перекрёсток Гевим)                        |     | Гевим         | Въезд в Гевим            |
|          | ивр. צומת מפלסים‎ (перекрёсток Мефальсим)                  |     | Мефальсим     | Шоссе 232                |
|          | ивр. צומת שער הנגב‎ (перекрёсток Шаар ха-Негев)            |     | Шаар ха-Негев | Шоссе 232                |
|          | ивр. צומת שדרות‎ (перекрёсток Сдерот)                      |     | Сдерот        | Въезд в Сдерот           |
|          | ивр. צומת נירעם‎ (перекрёсток Нирам)                       |     | Сдерот        | Въезд в Нирам            |
|          | ивр. צומת ללא שם‎ (перекрёсток без имени)                  |     | Эрез          | Западный въезд в Эрез    |
|          | ивр. צומת המרכזי לישוב ארז‎ (перекрёсток Центральный Эрез) |     | Эрез          | Центральный въезд в Эрез |
|          | ивр. צומת הצפוני לישוב ארז‎ (перекрёсток Северный Эрез)    |     | Эрез          | Северный въезд в Эрез    |
|          | ивр. צומת יד מרדכי‎ (перекрёсток Яд Мордехай)              |     | Яд Мордехай   | Шоссе 4                  |